# Montredon-des-Corbières
Montredon-des-Corbières är en kommun i departementet Aude i regionen Occitanien  i södra Frankrike. Kommunen ligger  i kantonen Narbonne-Ouest som ligger i arrondissementet Narbonne. År 2022 hade Montredon-des-Corbières 1 477 invånare.

## Befolkningsutveckling
Antalet invånare i kommunen Montredon-des-Corbières
Referens: INSEE